# Оказионализам
Оказионализам (лат. occāsiō‘ прилика, згодно време’, акузатив) је лексичка јединица - реч или израз, коју карактерише индивидуална, оказионална употреба и неуобичајена структура или нераспрострањеност, што су обележја по којима се разликује од узуалне лексике, од јединица основног лексичког фонда. 
Оказионализам — је реч (лексема) или било који низ гласова или слова, створена за једну прилику или изговор, али није другачије схваћена или препозната као реч у одређеном језику. Једнократне речи имају различите функције и најчешће се користе за хумор, поезију, литературу за децу, лингвистичке експерименте, психолошке студије и медицинске дијагнозе, или настају случајно.
Неке једнократне речи имају значење на свом почетку или постепено добијају фиксно значење које се закључује из контекста и употребе, али ако на крају постану устаљени део језика (неологизми), престају да буду једнократне речи. Друге једнократне речи могу бити у суштини бесмислене и једнократне, али су корисне управо из тог разлога — речи вуг и блицкет, на пример, измислили су истраживачи да би се користили у тестирању језика деце. Бесмислене речи често деле ортографску и фонетску сличност са значеним речима, као што је случај са псеудоречима, које немају смисла, али се ипак могу изговорити у складу са фонотактичким правилима језика. Овакве измишљене речи користе истраживачи и едукатори психологије и лингвистике као алате за процену способности фонетског декодирања ученика, а способност да се закључи хипотетичко значење бесмислене речи из контекста се користи за тестирање оштећења мозга. Властита имена стварних или измишљених ентитета понекад потичу као непостојеће речи.
Термин се користи зато што је таква реч створена „за једанпут“. Неки аналитичари сматрају да једнократне речи углавном потпадају под неологизме, који се обично дефинишу као речи које су релативно недавно прихваћене у речнику језика.

## Врсте једнократних речи
Различити специфични концепти које користе научници спадају под окриље једнократних речи, чије је преклапање понекад могуће:
- бесмислена реч: једнократна реч која је бесмислена

- нонворд: бесмислена реч која није ни изговорљива на одређеном језику

- псеудореч: бесмислена реч која још увек прати фонотактику одређеног језика и стога је изговорива, која се изворним говорницима осећа као могућа реч. Псеудоречи прате фонетска правила језика, али немају значење[9]

- дух-реч: необична реч ауторитативно описана у референтном делу за коју се испоставило да потиче од грешке у куцању или друге једноставне грешке
- протологизам: једнократна реч која је поново употребљена, у малој групи, али не даље од тога
- каскадерска реч: једнократна реч намерно скована да демонстрира креаторову намеру или изазове емотивну реакцију, као што је дивљење или смех[10]

## Слични или сродни концепти
Многе врсте других речи такође могу бити значајне једнократне речи, као што је случај са већином сниглета (речи, често каскадерске речи, експлицитно скована у одсуству било које релевантне речи из речника). Друге врсте погрешних тумачења или хумористичких преформулисања такође могу бити речи које се не понављају, као што се могу јавити у игри речи, као што су одређени примери каламбура, спонизама, малапропизама, итд. Штавише, бесмислене једнократне речи могу се појавити ненамерно или спонтано, на пример кроз грешке (типографски или на неки други начин) или путем разбијања кључева.

## У студијама развоја детета
Једнократне речи се понекад користе за проучавање развоја језика код деце, јер омогућавају истраживачима да тестирају како се деца понашају према речима о којима немају претходно знање. Ово омогућава закључке о подразумеваним претпоставкама које деца доносе о новим значењима речи, синтаксичкој структури итд.

## Оказионализам у славистици
У славистичкој литератури постоји неусаглашеност односно укрштање опсега термина оказионализам, индивидуализам, хапакс, као и терминолошко мешање на релацији оказионализам – неологизам. У односу на индивидуализме, оказионализми се обично третирају као субординирана категорија лексема, карактеристичних по мање уобичајеним моделима. Када је посреди разграничење оказионализама од неологизама, постоји неколико мишљења и критерујума по којима се нека реч сврстава у једну од ових двеју категорија. 
О вези између појмова оказионализам и неологизам сведоче и синтагматска терминолошка решења типа оказионални неологизам, контекстни неологизам, неузуални неологизам, индивидуални неологизам, где се зависним придевским чланом сугеришу својства оказионализама као подврсте неологизама. 
За оказионализме је карактеристичан далеко већи степен експресивности у односу на неологизме. Такође, оказионализмима се углавном сматрају стилски неологизми – лексеме креиране од стране једног писца, за потребе књижевног дела и употреба им је најчешће ограничена. Оказионализми, дакле, настају као производ тежње одређеног писца за оригиналним књижевноуметничким изразом, односно из пишчеве потребе да креира посебну, експресивну лексику, те да постигне сликовитост и изражајност као обележје свог стила. Отуда оказионализми најчешће остају нераспрострањени и изван стандардног лексикона, премда је могуће и да уђу у општу употребу. 